# Netekanaal
El Netekanaal és un canal de Bèlgica que connecta el Canal Albert des de Viersel amb el riu Nete inferior a Duffel. D'enllà, el riu canalitzat continu cap al Rupel i l'escalda. El port interior de Lier es troba al seu marge. Té una llargada de 15,1 km i és de classe IV. El canal ofereix a les embarcacions una drecera des del canal Albert a l'Escalda i el canal marítim Brussel·les-Escalda sense passar per Anvers.

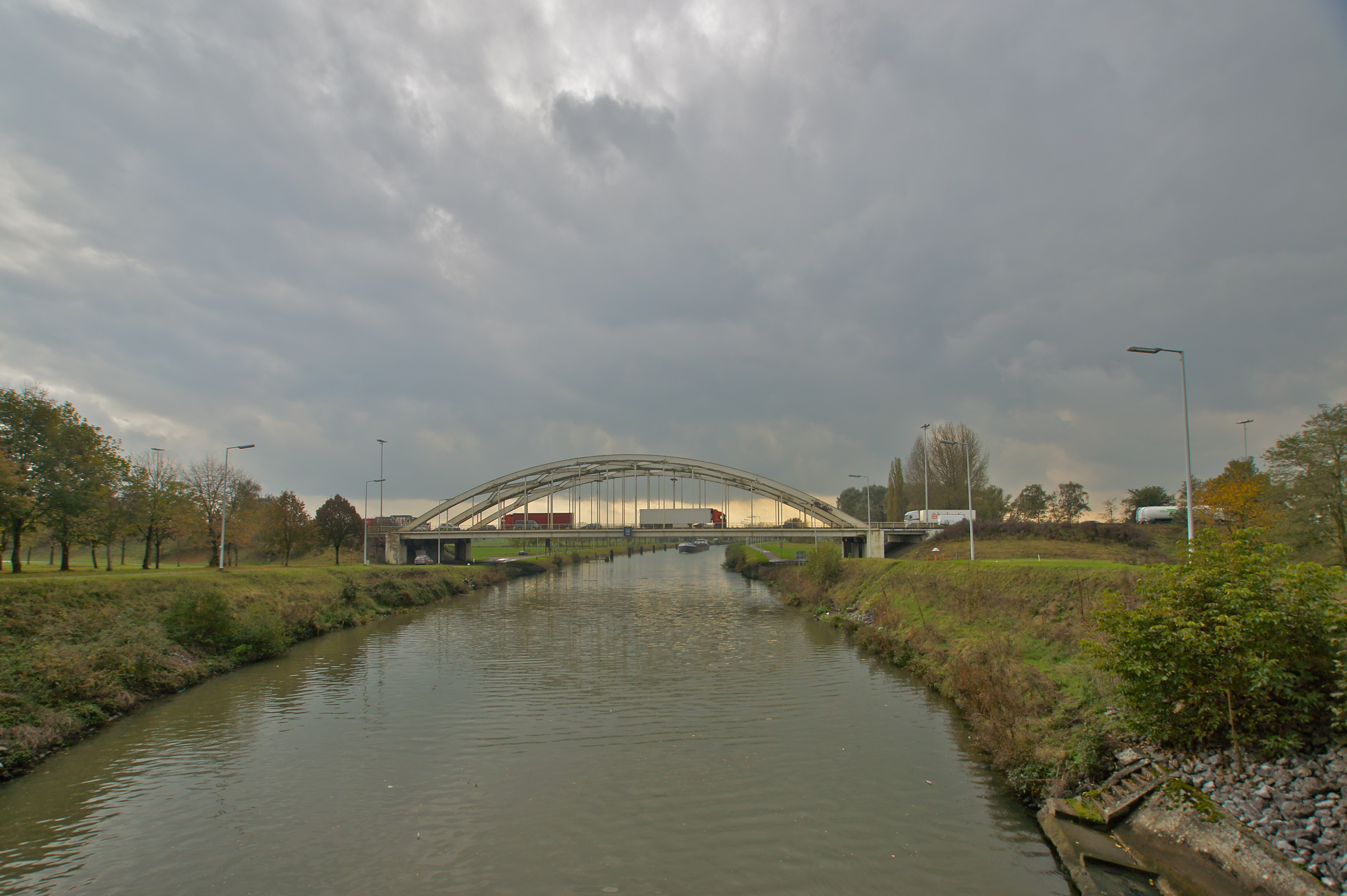
El canal a Viersel

El 2007 tenia unes 20 embarcions comercials i de 20 a 30 esportives per dia. El canal té tres funcions principals: industrial, navegació esportiva i abastament d'aigua potable. Al seu marge es troben unes fàbriques de formigó i de materials de construcció, una fàbrica de productes alimentaris i un servei de tractatment de deixalles. El volum de les mercaderies transportades, principalment materials de construcció creix. El 2014 va atènyer 0,63 milions de tones, (+19,63% en un any).
Atreu la navegació recreativa. A la ciutat de Lier hi ha dos ports esportius i diversos clubs d'esports aquàtics van establir-se als seu marge. El camí de sirga s'ha transformat en camí per a ciclistes i altres vianants lents. Té una funció important per a l'aprovisionament d'aigua potable. La conca del Nete queda força pol·luïda, però el canal no té cap contact amb els afluents del Nete, que passen sota el canal per sifons hidràulics. El canal condueix l'aigua del Mosa de qualitat millora, via el Canal Albert cap a Lier.

## Rescloses
| Localitat             | llargada       | amplada      | profunditat | alçària llibre | capacitat                  | Viersel | 81,00m | 10,50 m | 2,50m | 5,75m |  |
| Duffel resclosa doble | 136,00m 55,00m | 16,00m 7,50m | 4,0m        | -              | fins a 2000 t fins a 600 t |         |        |         |       |       |  |

La resclosa doble de Duffel té l'avantatge que es pot estalviar aigua al pas d'embarcacions petites, en utilitzar la petita resclosa.

## Galeria

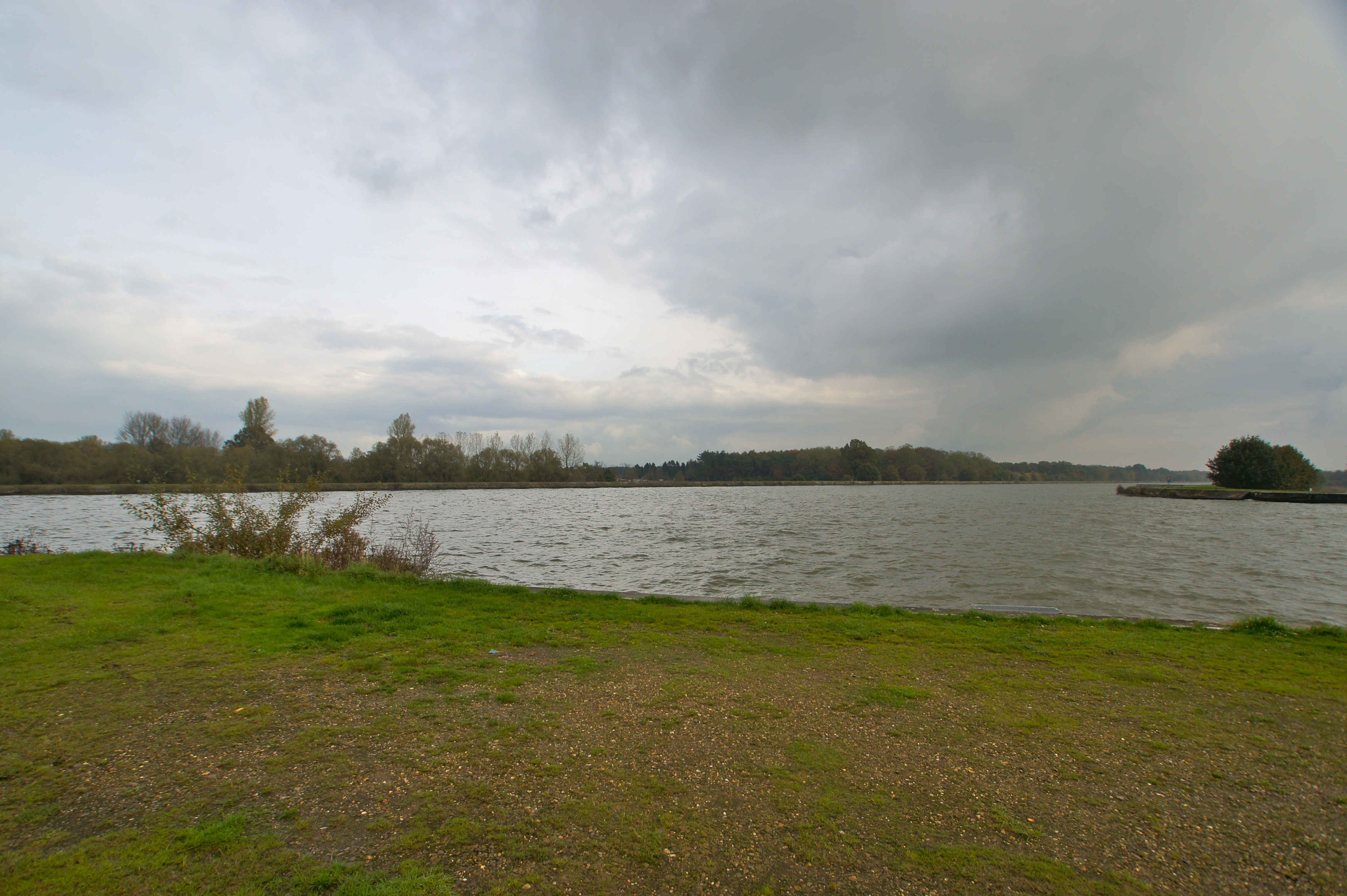
Confluència del Netekanaal amb el Canal Albert
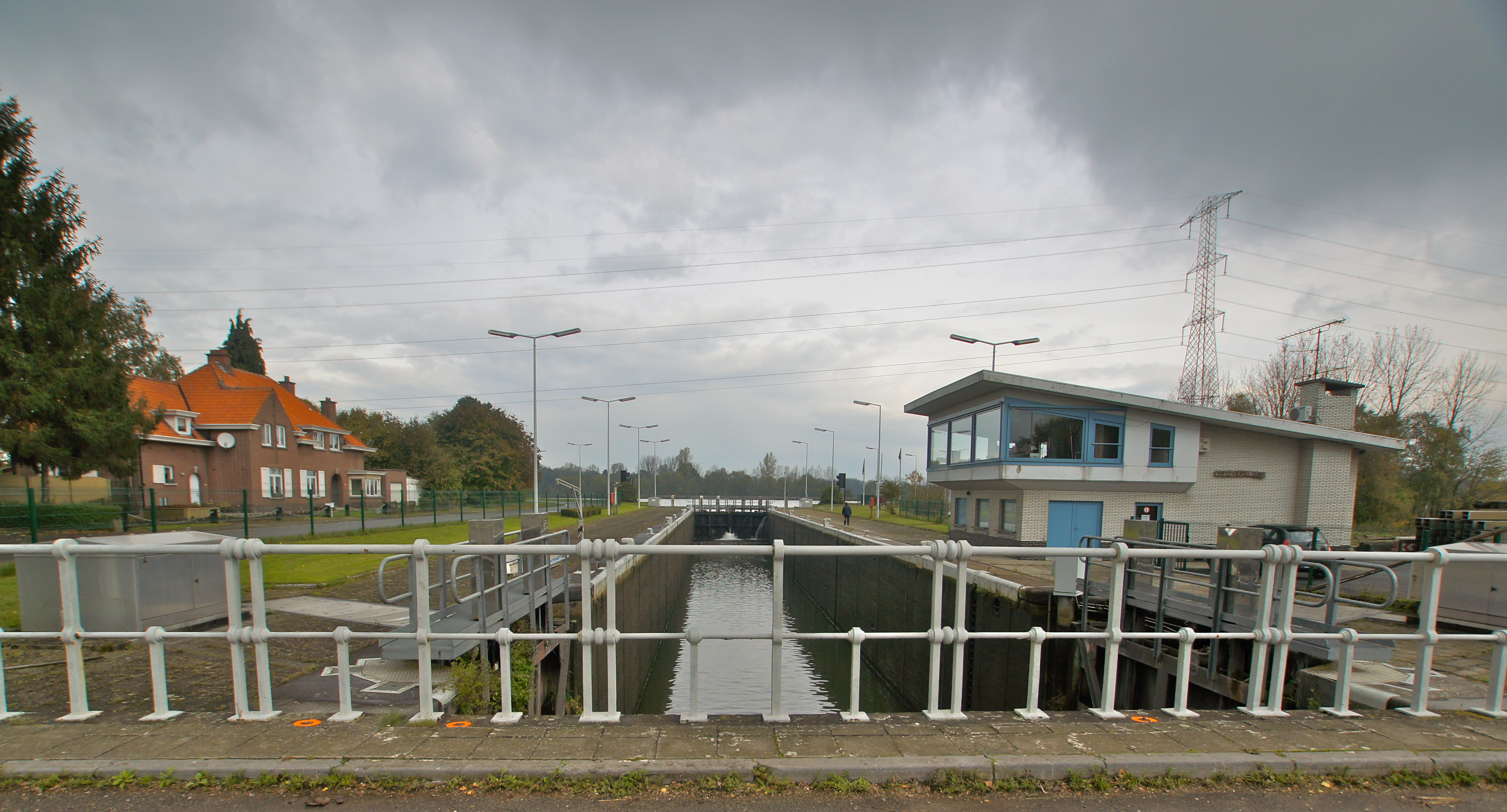
La resclosa de Viersel
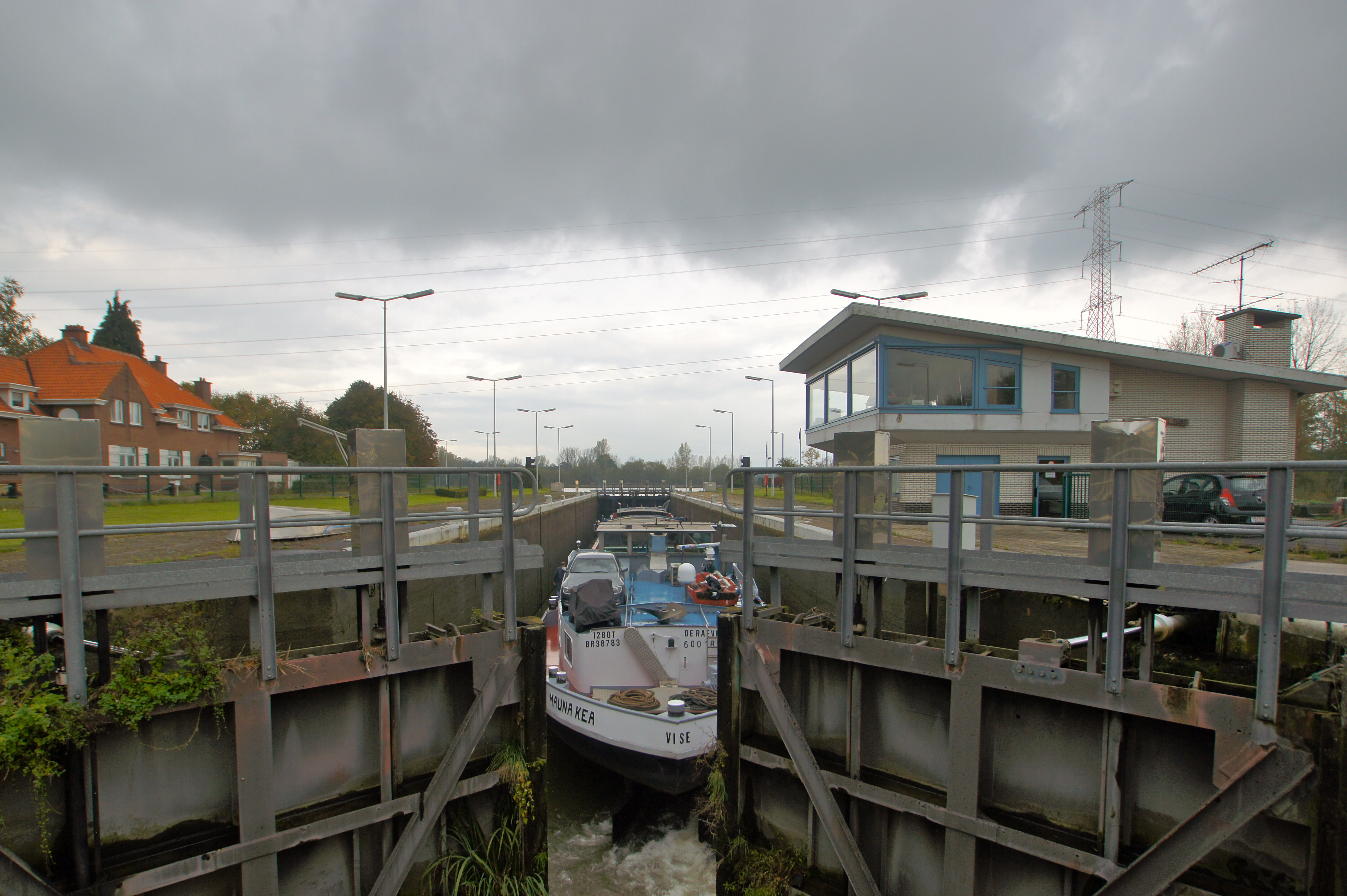
La barca Mauna Kea a la resclosa de Viersel